# Tantrix

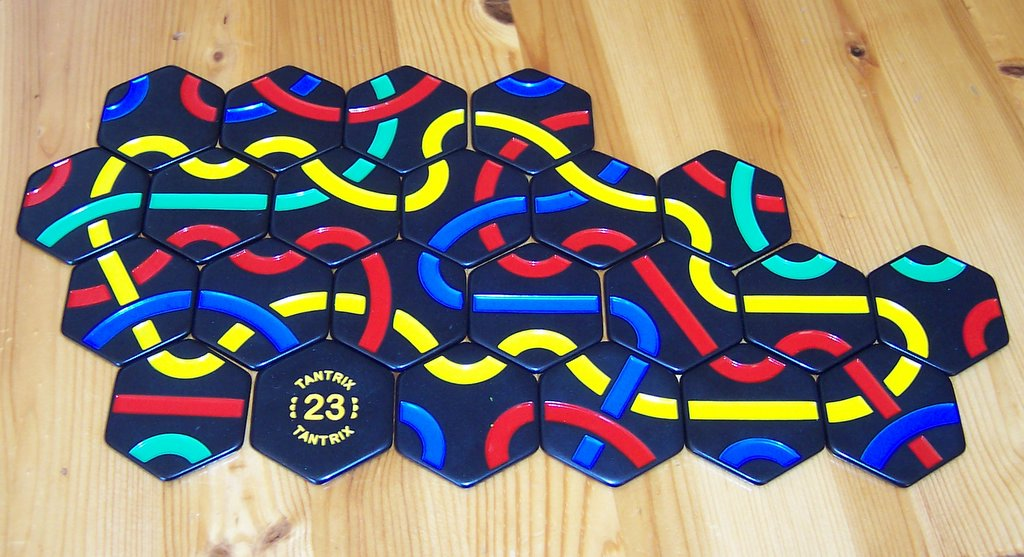
Tantrix: a játékosok hatszögletű lapkákat helyeznek az asztalra úgy, hogy elérjék a leghosszabb vonalat vagy hurkot.

A Tantrix egy hatszögletű lapkákkal játszott stratégiai játék, amelyet az új-zélandi Mike McManaway talált fel 1987-ben. Mind az 56 bakelitlapka három különböző színű vonalat tartalmaz, mindegyik vonal a hatszög két oldalát köti össze. Összesen négy színnel játszanak: piros, sárga, kék és zöld. Az 1-től 56-ig számozott lapkák között nincs két egyforma.
A színeket figyelmen kívül hagyva négyféle lapkát különböztetünk meg, amelyeknek különböző tulajdonságai a játék során fontos szerephez jutnak. Nevüket az alakjukról, kinézetükről kapták: Sint (Single intersection = egyszerű kereszteződés), Brid (bridge = híd), Chin (Chinese Character = kínai írásjegy) és Rond (Roundabout = körforgalom).

## Hogyan kell játszani?
A Tantrix többjátékos verziójában mindkét fél egy-egy színt választ, tehát 2-en vagy 4-en játszhatnak egymás ellen. Ezután mindegyik játékos húz egy-egy lapkát a zsákból és az kezdi a játékot, aki a nagyobb sorszámú lapkát húzta (ezeket a lapkákat visszateszik a zsákba, csupán a kezdő játékos személyének eldöntését szolgálják).
Egyéni játék: Ezt követően mindkét játékos 6-6 lapkát húz a zsákból és maga elé helyezi. Minden lehelyezett lapka után a játékosnak új lapkát kell húznia a zsákból, tehát egészen a lapkák elfogyásáig mindenkinek 6 lapkája lesz maga előtt. Minden lapkát úgy kell letenni, hogy az színhelyesen érintsen legalább egy, már lehelyezett lapkát (tehát érintse a Tantrixot).
Amikor egy üres helyet három oldalról is határol már letett lapka, azt kötelező helynek nevezzük. Ha az éppen soron levő játékosnál van olyan lapka, amely arra a helyre illik, akkor azt kötelező rögtön kijátszania (természetesen ha több kötelező helyre is illik egy lapka, a játékos szabadon eldöntheti, melyik helyre teszi, illetve ha több, kötelező helyre illő lapkája is van, azok kijátszási sorrendje is tetszőleges).
Egy lépést akkor tekintünk szabályosnak, ha színhelyesen érinti a Tantrixot, és:
1. Nem lehet létrehozni olyan kötelező helyet, ahova ugyanaz a szín érkezik háromszor (hiszen ezt a helyet egy lapkával sem lehet kitölteni).
2. Nem lehet létrehozni olyan kötelező helyet, amelyet négy lapka is határol.
3. Nem lehet lapkát játszani egy olyan oldalon, ahol a kötelező helyek kitöltésével négy lapka által határolt hely jönne létre.

Az utóbbi két szabály által tiltott helyeket ellenőrzött oldalnak nevezzük. Amíg van lapka a zsákban, a szabályos lépésnek e három kitételnek meg kell felelni, azonban miután elfogytak a lapok a zsákból (a végjátékban), egyedül arra kell figyelni, hogy színhelyesen helyezzük le a lapokat.
Egy lépés három részből áll: először a játékos leteszi a kötelező helyekre illő lapkáit, majd miután nem maradt több ilyen, meglépi szabad lépését, ami egy lapka szabályos lehelyezését jelenti, majd a szabad lépés, illetve az új lapka húzása miatt létrejött esetleges újabb kötelező helyeket is kitölti, ezzel befejezte lépését és ellenfele következik. Természetesen nem mindig kell kötelező helyeket kitölteni, így gyakran előfordul (ld. kezdőlépés), hogy csak egy lapkát tesz le a játékos a lépése során. A lépéseket egészen addig kell ilyen módon ismételni, amíg mind az 56 lapka ki nincs játszva.
A játék célja minél több pont elérése: egy vonal annyi pontot ér, ahány lapkát magában foglal, de ha a vonal két végét sikerül összekötnünk, akkor hurkot hozunk létre, amelynek minden lapkájáért két pont jár.
Páros játék: a páros játék alapvetően ugyanúgy zajlik, mint az egyéni, ám a két pár tagjai egymással szemben ülnek és az óramutató járásával megegyezően haladnak a lépésben. Ez azt jelenti, hogy ugyanúgy felváltva lép a két fél, azonban a párok mindkét tagjának saját 6 lapkája van, a partner lapkáit nem használhatja fel. Az asztalon összesen 24 lapka van a négy játékosnál egészen 32. lépésig, amikor kifogy az összes lapka a zsákból, ebből adódóan kétszer olyan hosszú a végjáték, mint az egyéni játék esetén.

## A Tantrix története
Mike McManaway a Tantrix első verzióját 1987-ben hozta létre „Mind Game” néven. Ez 56 kartonlapkából állt, de csak fekete és piros színek voltak rajta. Egy játékbolt tulajdonosaként eladott belőle néhány készletet és a vásárlók véleményére alapozva javított a dizájnon. 1991-ben először műanyagra, majd bakelitre váltott és két további színt vezetett be, ami már 4 játékos számára is játéklehetőséget biztosított.
A lapkákat ma is kézzel festik, de abban az időben más színek szerepeltek rajta, még rózsaszín is. A játék korai verziója 8 "hármas kereszteződés"-t is tartalmazott, de ezek lelassították a játékot és csak 3 kötelező helyre illettek (a többi lapka 5, illetve 6 helyre), ezért 1992-ben eltávolították a készletből.
A többjátékos változata mellett McManaway kisebb, 10-12 lapkából álló egyszemélyes kirakókat is készített, ahol a játékos feladata meghatározott lapkákból meghatározott színű hurkok készítése.
1996-ban elindították a Playtantrix.com internetes oldalt, amely egyesítette a feltaláló saját weblapját az InterNetivity appletjeivel, így lehetővé vált a Tantrix valós idejű játszása. A következő évben az oldal a tantrix.com címre költözött, azóta is itt található.

## Külső hivatkozások
- Tantrix.com
- Shockwave Tantrix kirakó
- Tantrix bajnokságok
- A magyar Tantrix oldal